# سفارة الدنمارك في التشيك
سفارة الدنمارك في التشيك هي أرفع تمثيل دبلوماسي لدولة الدنمارك لدى التشيك. تقع السفارة في براغ وهي تهدف لتعزيز المصالح الدنماركية في التشيك.

## وصلات خارجية
- الموقع الرسمي
- قائمة سفارات الدنمارك
- قائمة السفارات في التشيك